# 工农街道 (洛阳市)
工农乡，是中华人民共和国河南省洛陽市涧西区下辖的一个乡镇级行政单位。

## 行政区划
工农乡下辖以下地区：
兴隆花园社区、唐村、西马沟村、王府庄村、尤西村、谷西村、谷东村、南村、浅井头村、兴隆寨村、七里河村、同乐寨村、符家屯村、尤东村和王湾村。